# Населення Сполучених Штатів Америки
Населення Сполучених Штатів Америки. Чисельність населення країни у 2024 році становила 335 893 238 осіб (3-тє місце у світі). Чисельність американців стабільно збільшується, народжуваність 2015 року становила 12,49 ‰ (158-ме місце у світі), смертність — 8,15 ‰ (93-тє місце у світі), природний приріст — 0,78 % (141-ше місце у світі) . 

## Природний рух

### Відтворення
Народжуваність у Сполучених Штатах Америки, станом на 2015 рік, дорівнювала 12,49 ‰ (158-ме місце у світі). Коефіцієнт потенційної народжуваності 2015 року становив 1,87 дитини на одну жінку (142-ге місце у світі). Рівень застосування контрацепції — 76,4 % (станом на 2010 рік). Середній вік матері при народженні першої дитини становив 25,6 року (оцінка на 2011 рік).
Смертність у Сполучених Штатах Америки 2015 року становила 8,15 ‰ (93-тє місце у світі).
Природний приріст населення в країні 2015 року становив 0,78 % (141-ше місце у світі).

### Вікова структура

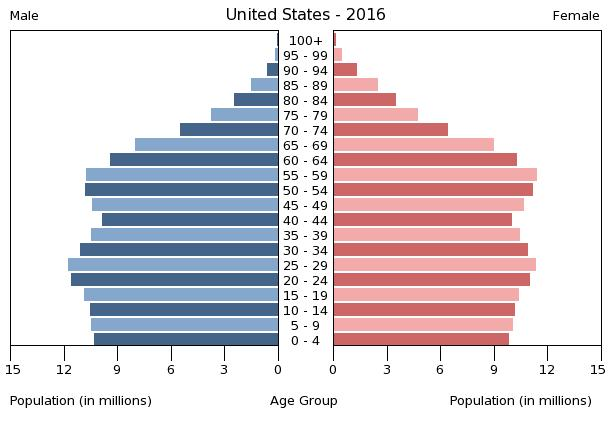
Віково-статева піраміда населення Сполучених Штатів Америки, 2016 рік

Середній вік населення Сполучених Штатів Америки становить 37,9 року (62-ге місце у світі): для чоловіків — 36,6, для жінок — 39,3 року. Очікувана середня тривалість життя 2015 року становила 79,68 року (43-тє місце у світі); для чоловіків — 77,32 року, для жінок — 81,97 року.
Вікова структура населення США, станом на 2015 рік, виглядала таким чином:
- діти віком до 14 років — 18,99 % (31 171 623 чоловіки, 29 845 713 жінок);
- молодь віком 15—24 роки — 13,64 % (22 473 687 чоловіків, 21 358 609 жінок);
- дорослі віком 25—54 роки — 39,76 % (63 838 086 чоловіків, 63 947 036 жінок);
- особи передпохилого віку (55—64 роки) — 12,73 % (19 731 664 чоловіки, 21 172 201 жінка);
- особи похилого віку (65 років і старіші) — 14,88 % (21 129 978 чоловіків, 26 700 267 жінок)[2].

### Шлюбність— розлучуваність
Коефіцієнт шлюбності, тобто кількість шлюбів на 1 тис. осіб за календарний рік, дорівнює 6,8; коефіцієнт розлучуваності — 3,6; індекс розлучуваності, тобто відношення шлюбів до розлучень за календарний рік — 53 (дані за 2011 рік). Середній вік, коли чоловіки беруть перший шлюб, дорівнює 29 років, жінки — 27 років, загалом — 28 років (дані за 2014 рік).

## Статевий склад населення
Статеве співвідношення (оцінка 2015 року):
- при народженні — дані відсутні;
- у віці до 14 років — 1,04 особи чоловічої статі на 1 особу жіночої;
- у віці 15—24 років — 1,05 особи чоловічої статі на 1 особу жіночої;
- у віці 25—54 років — 1 особи чоловічої статі на 1 особу жіночої;
- у віці 55—64 років — 0,93 особи чоловічої статі на 1 особу жіночої;
- у віці старше за 64 роки — 0,79 особи чоловічої статі на 1 особу жіночої;
- загалом — 0,97 особи чоловічої статі на 1 особу жіночої[2].

## Демографічні дослідження
Демографічні дослідження в країні ведуться рядом державних і наукових установ:
- Бюро перепису населення США (англ. United States Census Bureau).

## Розселення
Густота населення країни 2015 року становила 35,2 особи/км² (181-ше місце у світі). Населення країни розміщене диспропорційно: густо населений схід, західне тихоокеанське узбережжя і південні штати, малонаселений гірський західний регіон, пустельний південний. Міські агломерації групуються навколо узбережжя Великих озер (Чикаго, Детройт), Нова Англія (Бостон, Нью-Йорк, Філадельфія), південно-східне узбережжя, південь, південний захід (Сан-Франциско, Лос-Анджелес), північний захід (Сіетл). Населення штату Аляска концентрується вздовж південно-східного узбережжя (Анкоридж). Населення штату Гаваї концентрується на острові Оаху.

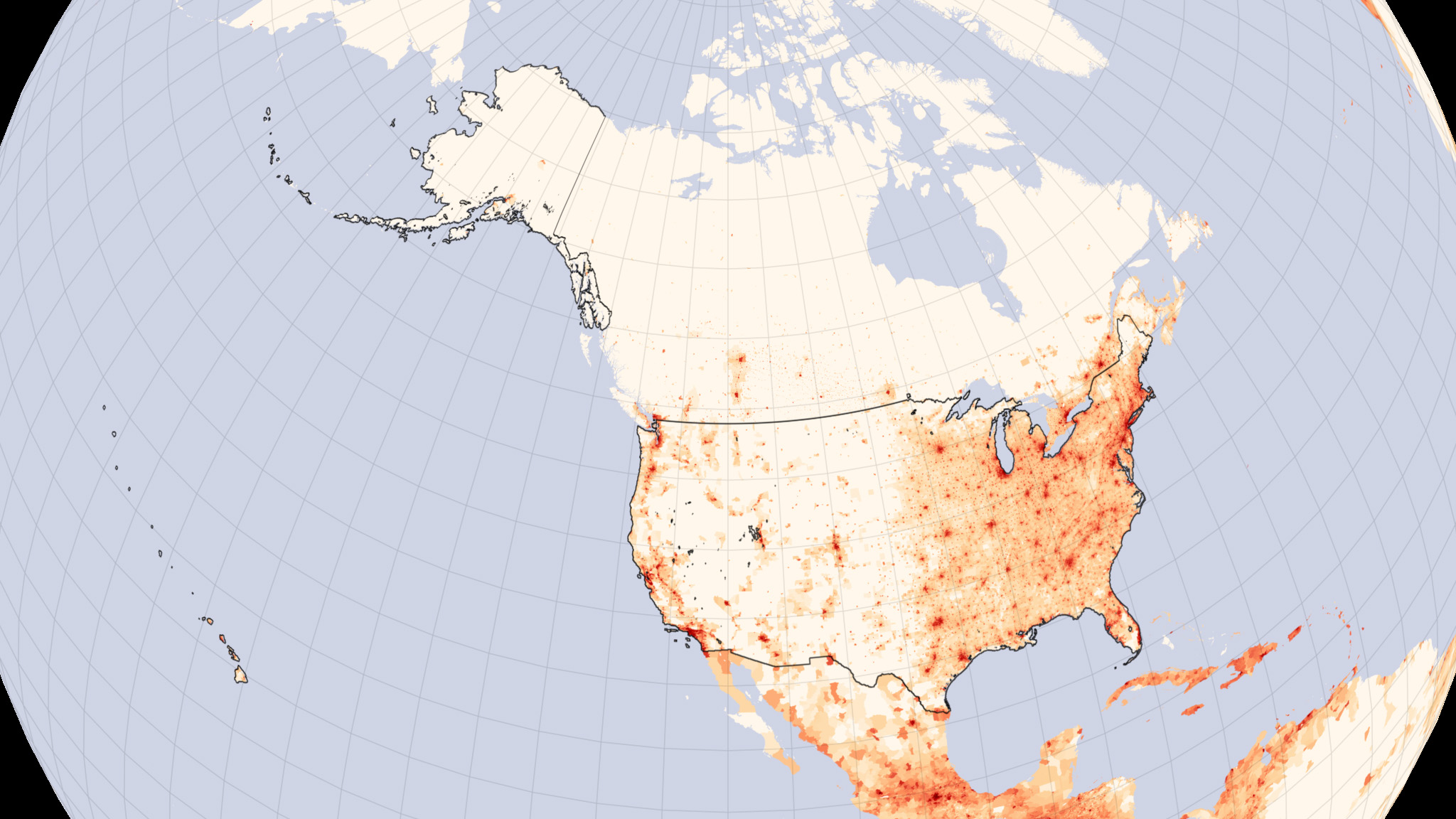
Розміщення населення США
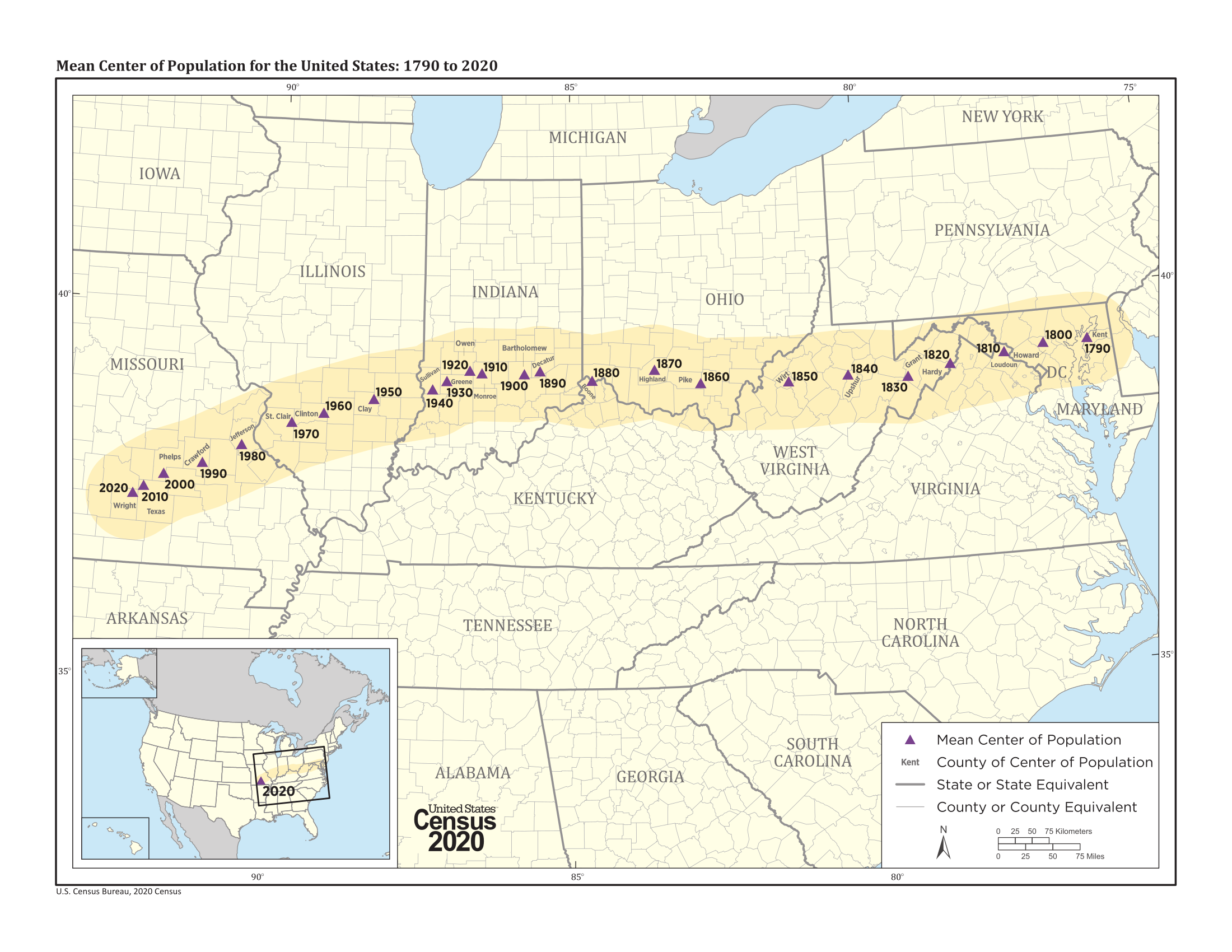
Зміщення центру маси населення США по роках
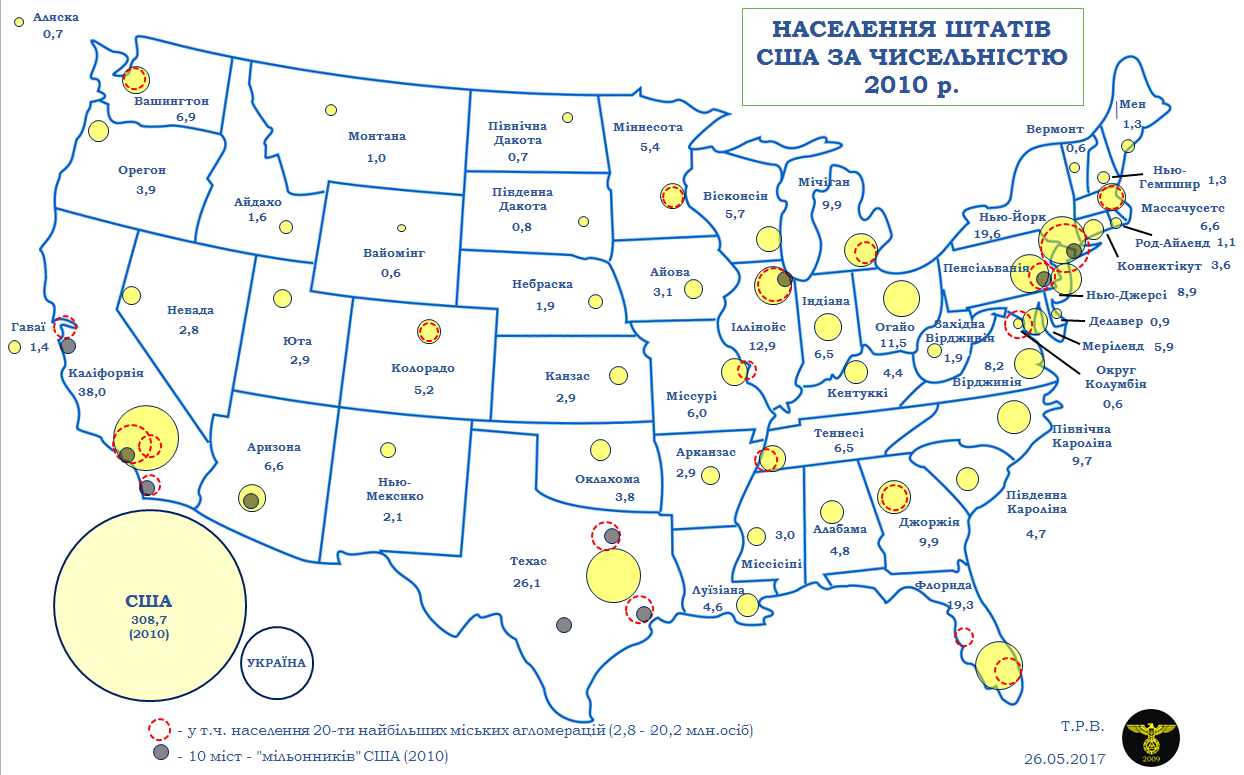
Населення  штатів США за чисельністю (2010 р.)

### Урбанізація
Сполучені Штати Америки надзвичайно урбанізована країна. Рівень урбанізованості становить 81,6 % населення країни (станом на 2015 рік), темпи зростання частки міського населення — 1,02 % (оцінка тренду за 2010—2015 роки).
Головні міські агломерації держави:
- Нью-Йорк — Ньюарк — 18,593 млн осіб
- Лос-Анджелес — Лонг-Біч — Санта-Ана — 12,31 млн осіб
- Чикаго — 8,745 млн осіб
- Маямі — 5,817 млн осіб
- Даллас — Форт-Верт — 5,703 млн осіб
- Вашингтон (столиця) — 4,955 млн осіб (дані за 2015 рік)[2].

### Міграції
Річний рівень імміграції 2015 року становив 3,86 ‰ (34-те місце у світі). Цей показник не враховує різниці між законними та незаконними мігрантами, між біженцями, трудовими мігрантами та іншими.
У формуванні населення країни виняткова роль належить міграціям. З початку XIX століття до країни переселилися з інших частин світу 60 млн осіб. У наш час, попри різні обмеження, щорічний потік населення становить 600—800 тис. осіб. США поповнюють свої людські ресурси мігрантами як дешевою робочою силою, а також спеціалістами високої кваліфікації. Імміграція розглядається як позитивне явище, що урізноманітнює можливості країни.

#### Біженці й вимушені переселенці
Станом на 2015 рік у країні постійно перебувало 18,38 тис. біженців з М'янми; за цей же рік було прийнято 69,9 тис. біженців: 12,67 тис. з Іраку, 8,86 тис. з Сомалі, 7,9 тис. з Демократичної Республіки Конго, 5,75 тис. з Бутану, 3,11 тис. з Ірану, 1,68 тис. з Сирії.
Сполучені Штати Америки є членом Міжнародної організації з міграції (IOM).

## Расово-етнічний склад
| Етнічний склад (2007 рік) | Етнічний склад (2007 рік) | Етнічний склад (2007 рік) | Етнічний склад (2007 рік) | Етнічний склад (2007 рік) |
| ------------------------- | ------------------------- | ------------------------- | ------------------------- | ------------------------- |
| Етнос:                    |                           |                           | Відсоток:                 |                           |
| білі                      | білі                      |                           | 79.96%                    | 79.96%                    |
| темношкірі                | темношкірі                |                           | 12.85%                    | 12.85%                    |
| азіати                    | азіати                    |                           | 4.43%                     | 4.43%                     |
| інші                      | інші                      |                           | 1.79%                     | 1.79%                     |

Етнічний склад населення країни строкатий. Головні етноси країни: білі — 79,96 %, темношкірі — 12,85 %, азійці — 4,43 %, індіанці та корінні народи Аляски — 0,97 %, гавайці та інші тихоокеанці — 0,18 %, мішаних рас — 1,61 % населення (оцінювальні дані за 2007 рік). Бюро перепису населення США зараховує до іспаномовного латиноамериканського населення (15,1 % населення) усіх вихідців з Мексики, Карибського регіону та Південної Америки, які можуть бути будь-якої раси, відноситись до будь-якої етнічної групи.
Початковими елементами етносу американців були аборигени-індіанці, європейські іммігранти (англійці, ірландці, шотландці, німці, нідерландці, скандинави) і негри-раби з Африки. З-поміж європейців найбільше було вихідців з Британських островів, що забезпечило верховенство англійської мови та культури. З кінця XIX ст. серед іммігрантів стали переважати вихідці з Південної та Східної Європи (італійці, іспанці, португальці, греки, українці, росіяни), а нині — вихідці з латинської Америки та Азії. Нові переселенці помітно відрізнялися своєю мовою і культурою від попередніх. Вони селилися компактними групами й тільки в містах, у яких до певної міри зберігали свою етнічну відокремленість.
Сучасна американська нація — це передусім результат етнічного змішання і злиття переселенців з різних частин світу, і особливо з Європи та Африки. Населення США представляє всі три головні раси людства — монголоїдну, європеоїдну і негроїдну. На відміну від багатьох країн у США при перепису виділяються всього шість етнічних категорій, які називаються «расами»: білі, чорні або афроамериканці, американські індіанці та народності Аляски, азійці, народності Гаваїв та інших островів Тихого Океану та інші «раси».
Білі — це нащадки європейців, переселенців з різних країн Європи: Великої Британії, Франції, Ірландії, Італії, Іспанії, Португалії, Нідерландів, Німеччини, Норвегії, Швеції, Фінляндії, Бельгії, України, Білорусі, Росії тощо. Афроамериканці — нащадки рабів, завезених з Африки у XVIII столітті. Іспаномовні складають близько 15,1 % населення США. Американське Бюро перепису населення розглядає вихідців з Латинської Америки (включаючи уродженців Куби, Мексики, Пуерто-Рико), що нині проживають у США, як представників різних етнічних груп (білі, чорні, азійці тощо).
Уродженці інших країн завжди становили значну частину постійного населення США. За даними Бюро перепису населення США, у 2005 році в країні проживало 35,7 млн уродженців інших країн. Майже 11 млн осіб з них становили мексиканці, 4,9 млн осіб — народжені в Європі, приблизно по 1,4 млн осіб —  народжені в Китаї або Індії.

### Українська діаспора
Іммігранти-українці переселялися в Новий Світ у пошуках кращої долі або з політичних причин. Спочатку це були селяни, робітники. Після Другої світової війни значною стала також частка інтелігенції. На відміну від Канади українці в США зразу ж осідали в містах. Нині кількість громадян США українського походження становить, за різними оцінками, від 0,5 до 1 млн осіб. Проживають вони здебільшого в штатах Пенсільванія, Нью-Йорк і Нью-Джерсі. Є в США й іммігранти — євреї з України.

## Мови
| Мови Сполучених Штатів Америки (2012 рік) | Мови Сполучених Штатів Америки (2012 рік) | Мови Сполучених Штатів Америки (2012 рік) | Мови Сполучених Штатів Америки (2012 рік) | Мови Сполучених Штатів Америки (2012 рік) |
| ----------------------------------------- | ----------------------------------------- | ----------------------------------------- | ----------------------------------------- | ----------------------------------------- |
| Мова:                                     |                                           |                                           | Відсоток:                                 |                                           |
| англійська                                | англійська                                |                                           | 79.2%                                     | 79.2%                                     |
| іспанська                                 | іспанська                                 |                                           | 12.9%                                     | 12.9%                                     |
| інші                                      | інші                                      |                                           | 8%                                        | 8%                                        |

Офіційна мова діловодства й судочинства, законодавчо визначена офіційною в 31 штаті з 50 і на Віргінських островах і Пуерто-Рико: англійська — розмовляє 79,2 % населення країни. Інші поширені мови: іспанська — 12,9 %, інші індоєвропейські мови — 3,8 %, азійсько-тихоокеанські — 3,3 %, інші мови — 0,9 % (дані на 2011 рік). На Гаваях гавайська визначена офіційною мовою штату.
Найбільш багатомовний штат — Каліфорнія, де зареєстровано 207 мов у повсякденному вжитку. «Найодноманітніший» зі всіх штатів — Вайомінг — 56 мов. У Нью-Йорку говорять на 129 мовах, а в Лос-Анджелесі — на 137.
Конгрес США час від часу розглядає законопроєкт щодо затвердження англійської офіційною мовою країни, але він не набирає потрібного числа голосів. Останній раз голосування щодо «Акта про єдність англійської мови» проводилося в 2003 році. Основним лобістом на користь ухвалення законопроєкту є Фонд англійської мови США. Водночас автори доповіді не вважають за необхідне узаконювати на федеральному рівні іспанську мову, якою активно користуються 28 млн жителів США. Згідно з даними бюро перепису населення США, у 2002 році в США проживало близько 37,4 млн американців латиноамериканського походження — при цьому за рік їх число зросло на 1,3 млн. У багатьох компаніях південної Флориди, південної Каліфорнії і Техасу знання іспанської є обов'язковою умовою при прийомі на роботу.
Найбільш поширені мови, що використовуються в родині, серед населення віком старше 5 років за даними перепису домогосподарств 2006—2008 років
| Мова                    | Кількість мовців | З них не дуже добре володіють англійською |
| ----------------------- | ---------------- | ----------------------------------------- |
| Англійська              | 225 488 799      | -                                         |
| Іспанська               | 34 183 622       | 47,16 %                                   |
| Китайська               | 2 455 583        | 55,83 %                                   |
| Французька              | 1 304 758        | 21,83 %                                   |
| В'єтнамська             | 1 204 454        | 60,74 %                                   |
| Німецька                | 1 119 963        | 17,58 %                                   |
| Корейська               | 1 048 173        | 58,23 %                                   |
| Російська               | 846 233          | 50,91 %                                   |
| Італійська              | 807 010          | 28,72 %                                   |
| Арабська                | 760 505          | 34,67 %                                   |
| Португальська           | 676 963          | 42,80 %                                   |
| Польська                | 632 362          | 43,44 %                                   |
| Креольська французька   | 621 135          | 44,09 %                                   |
| Гінді                   | 531 313          | 21,47 %                                   |
| Японська                | 457 033          | 46,17 %                                   |
| Перська                 | 359 176          | 38,36 %                                   |
| Грецька                 | 340 028          | 26,57 %                                   |
| Урду                    | 335 213          | 30,54 %                                   |
| Гуджараті               | 301 658          | 35,92 %                                   |
| Сербохорватська         | 273 729          | 42,07 %                                   |
| Йоруба, ігбо, кру       | 267 174          | 20,58 %                                   |
| Вірменська              | 220 922          | 44,38 %                                   |
| Іврит                   | 216 615          | 18,60 %                                   |
| Пенджабська             | 208 387          | 43,89 %                                   |
| Бенгальська             | 190 090          | 42,00 %                                   |
| Хмонгська               | 185 401          | 47,76 %                                   |
| Кхмерська               | 182 387          | 54,15 %                                   |
| Телугу                  | 171 495          | 20,82 %                                   |
| їдиш                    | 162 511          | 31,36 %                                   |
| Лаоська                 | 147 865          | 50,57 %                                   |
| Румунська               | 146 840          | 39,74 %                                   |
| Амхарська               | 146 337          | 43,83 %                                   |
| Українська              | 142 711          | 47,99 %                                   |
| Тайська                 | 139 845          | 52,20 %                                   |
| Голландська             | 132 191          | 16,91 %                                   |
| Тамільська              | 130 731          | 17,00 %                                   |
| Албанська               | 125 220          | 45,81 %                                   |
| Пенсільванська німецька | 117 547          | 32,75 %                                   |
| Малаялам                | 112 378          | 31,37 %                                   |
| Турецька                | 107 405          | 41,01 %                                   |
| Всього:                 | 280 564 877      | 8,64 %                                    |

## Релігії
| Релігії у Сполучених Штатах Америки (2007 рік) | Релігії у Сполучених Штатах Америки (2007 рік) | Релігії у Сполучених Штатах Америки (2007 рік) | Релігії у Сполучених Штатах Америки (2007 рік) | Релігії у Сполучених Штатах Америки (2007 рік) |
| ---------------------------------------------- | ---------------------------------------------- | ---------------------------------------------- | ---------------------------------------------- | ---------------------------------------------- |
| Віросповідання:                                |                                                |                                                | Відсоток:                                      |                                                |
| протестанти                                    | протестанти                                    |                                                | 51.3%                                          | 51.3%                                          |
| католики                                       | католики                                       |                                                | 23.9%                                          | 23.9%                                          |
| мормони                                        | мормони                                        |                                                | 1.7%                                           | 1.7%                                           |
| християни                                      | християни                                      |                                                | 1.6%                                           | 1.6%                                           |
| юдаїзм                                         | юдаїзм                                         |                                                | 1.7%                                           | 1.7%                                           |
| буддисти                                       | буддисти                                       |                                                | 0.7%                                           | 0.7%                                           |
| мусульмани                                     | мусульмани                                     |                                                | 0.6%                                           | 0.6%                                           |
| агностики                                      | агностики                                      |                                                | 2.5%                                           | 2.5%                                           |
| атеїсти                                        | атеїсти                                        |                                                | 16.1%                                          | 16.1%                                          |

Головні релігії й вірування, які сповідує, і конфесії та церковні організації, до яких відносить себе населення країни: протестантизм — 51,3 %, римо-католицтво — 23,9 %, мормони — 1,7 %, інші течії християнства — 1,6 %, юдаїзм — 1,7 %, буддизм — 0,7 %, іслам — 0,6 %, не визначились — 2,5 %, не сповідують жодної, або атеїсти — 16,1 % (станом на 2007 рік).

## Освіта
Рівень письменності 2015 року становив 99 % дорослого населення (віком від 15 років): 99 % — серед чоловіків, 99 % — серед жінок.
Державні витрати на освіту становлять 5,2 % ВВП країни, станом на 2011 рік (63-тє місце у світі). Середня тривалість освіти становить 17 років, для хлопців — до 16 років, для дівчат — до 17 років (станом на 2014 рік).

## Охорона здоров'я
Забезпеченість лікарями в країні на рівні 2,45 лікаря на 1000 мешканців (станом на 2011 рік). Забезпеченість лікарняними ліжками в стаціонарах — 2,9 ліжка на 1000 мешканців (станом на 2011 рік). Загальні витрати на охорону здоров'я 2014 року становили 17,1 % ВВП країни (1-ше місце у світі).
Смертність немовлят до 1 року, станом на 2015 рік, становила 5,87 ‰ (167-ме місце у світі); хлопчиків — 6,37 ‰, дівчаток — 5,35 ‰. Рівень материнської смертності 2015 року становив 14 випадків на 100 тис. народжень (136-те місце у світі).
Сполучені Штати Америки входить до складу ряду міжнародних організацій: Міжнародного руху (ICRM) і Міжнародної федерації товариств Червоного Хреста і Червоного Півмісяця (IFRCS), Дитячого фонду ООН (UNISEF), Всесвітньої організації охорони здоров'я (WHO).

### Захворювання
Кількість хворих на СНІД невідома, дані про відсоток інфікованого населення в репродуктивному віці 15—49 років відсутні. Дані про кількість смертей від цієї хвороби за 2014 рік відсутні.
Частка дорослого населення з високим індексом маси тіла 2014 року становила 35 % (18-те місце у світі); частка дітей віком до 5 років зі зниженою масою тіла становила 0,5 % (оцінка на 2012 рік). Ця статистика показує як власне стан харчування, так і наявну/гіпотетичну поширеність різних захворювань.

### Санітарія
Доступ до облаштованих джерел питної води 2015 року мало 99,4 % населення в містах і 98,2 % в сільській місцевості; загалом 99,2 % населення країни. Відсоток забезпеченості населення доступом до облаштованого водовідведення (каналізація, септик): в містах — 100 %, в сільській місцевості — 100 %, загалом по країні — 100 % (станом на 2015 рік). Споживання прісної води, станом на 2005 рік, дорівнює 478,4 км³ на рік, або 1,583 тонни на одного мешканця на рік: з яких 14 % припадає на побутові, 46 % — на промислові, 40 % — на сільськогосподарські потреби.

## Соціально-економічне становище
Співвідношення осіб, що в економічному плані залежать від інших, до осіб працездатного віку (15—64 роки) загалом становить 50,9 % (станом на 2015 рік): частка дітей — 28,6 %; частка осіб похилого віку — 22,3 %, або 4,5 потенційно працездатного на 1 пенсіонера. Загалом ці показники характеризують рівень попиту державної допомоги в секторах освіти, охорони здоров'я та пенсійного забезпечення, відповідно. За межею бідності 2010 року перебувало 15,1 % населення країни. Розподіл доходів домогосподарств у країні виглядає наступним чином: нижній дециль — 2 %, верхній дециль — 30 % (станом на 2007 рік).
Станом на 2016 рік, уся країна була електрифікована, усе населення країни мало доступ до електромереж. Рівень проникнення інтернет-технологій високий. Станом на липень 2015 року в країні налічувалось 239,58 млн унікальних інтернет-користувачів (3-тє місце у світі), що становило 74,6 % загальної кількості населення країни.

### Трудові ресурси
Загальні трудові ресурси 2015 року становили 156,4 млн осіб (4-те місце у світі). Зайнятість економічно активного населення у господарстві країни розподіляється наступним чином: аграрне, лісове і рибне господарства — 0,7 %; промисловість, транспорт, видобувна галузь — 20,3 %; управління — 37,3 %; торгівля — 24,2 %; інші сфери послуг — 17,6 % (станом на 2009 рік). Безробіття 2015 року дорівнювало 5,2 % працездатного населення, 2014 року — 6,2 % (56-те місце у світі); серед молоді у віці 15—24 років ця частка становила 13,4 %, серед юнаків — 14,5 %, серед дівчат — 12,2 % (68-ме місце у світі).

## Кримінал

### Наркотики

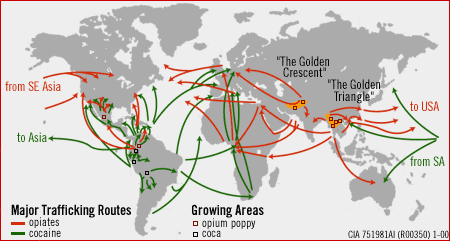
Світові маршрути наркотрафіку

Найбільший у світі споживач колумбійського кокаїну й героїну (доставляється через Мексику і карибські країни), мексиканського героїну й марихуани, екстазі й мексиканського метамфетаміну; невеликі постачі південно-східноазійського героїну. Нелегальне вирощування марихуани, депресантів, стимуляторів, галюциногенів, метамфетамінів. Важливий світовий центр відмивання грошей.

### Торгівля людьми
Згідно з щорічною доповіддю про торгівлю людьми (англ. Trafficking in Persons Report) Управління з моніторингу та боротьби з торгівлею людьми Державного департаменту США, уряд Сполучених Штатів Америки докладає усіх можливих зусиль у боротьбі з явищем примусової праці, сексуальної експлуатації, незаконною торгівлею внутрішніми органами, законодавство відповідає усім вимогам американського закону 2000 року щодо захисту жертв (англ. Trafficking Victims Protection Act’s), держава перебуває у списку першого рівня.

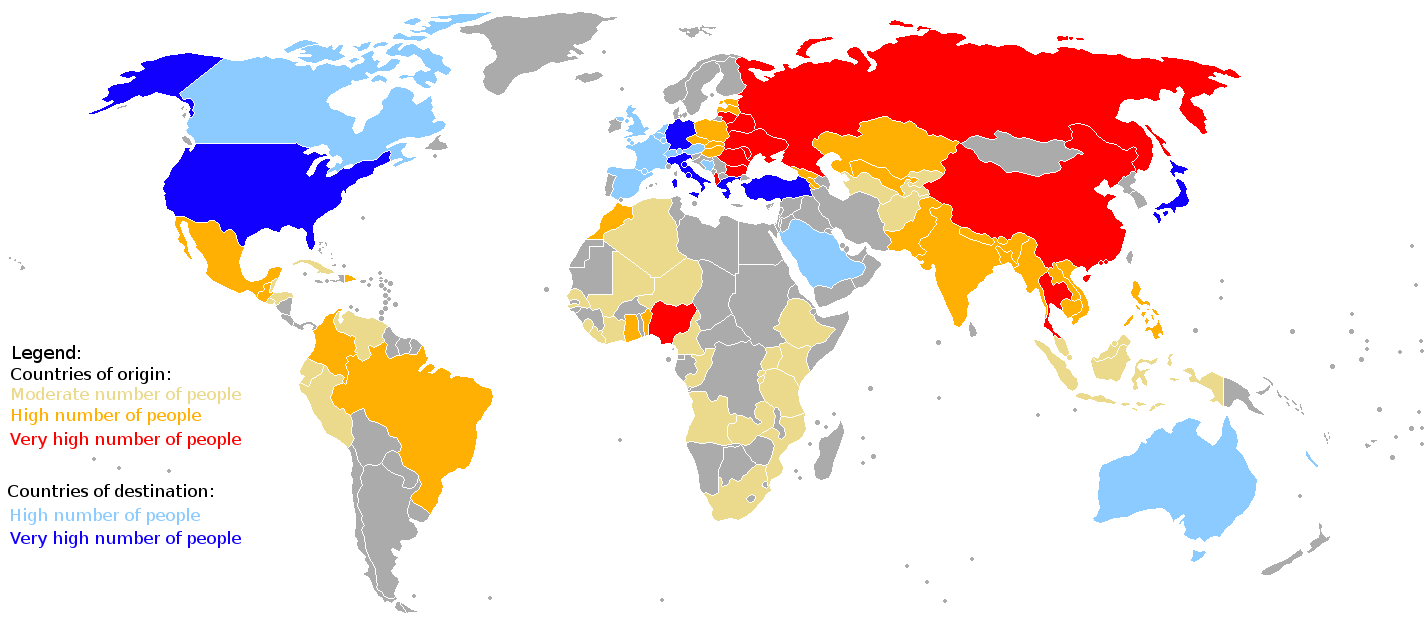
Країни-донори (червоний) і країни-реципієнти кримінальних потоків  (англ.)
Глобальна боротьба з торгівлею людьми (англ.)

### Українською
- Атлас. 10—11 клас. Економічна і соціальна географія світу / упорядники :  О. Я. Скуратович, Н. І. Чанцева. — К. : ДНВП «Картографія», 2010. — ISBN 978-966-475-639-3.
- Атлас світу / голов. ред. І. С. Руденко ; зав. ред. В. В. Радченко ; відп. ред. О. В. Вакуленко. — К. : ДНВП «Картографія», 2005. — 336 с. — ISBN 9666315467.
- Безуглий В. В. Економічна і соціальна географія зарубіжних країн : Навчальний посібник. — К. : ВЦ «Академія», 2007. — 704 с. — ISBN 978-966-580-239-6.
- Безуглий В. В., Козинець С. В. Регіональна економічна і соціальна географія світу : Навчальний посібник. — видання 2-ге, доп., перероб. — К. : ВЦ «Академія», 2007. — 688 с. — ISBN 966-580-144-9.
- Гудзеляк І. І. Географія населення: Навчальний посібник / І. Гудзеляк. — Л. : Видавничий центр ЛНУ імені Івана Франка, 2008. — 232 с. — ISBN 978-966-613-599-8.
- Дахно І. І. Країни світу: Енциклопедичний довідник / І. І. Дахно, С. М. Тимофієв. — К. : Мапа, 2011. — 606 с. — (Бібліотека нового українця) — ISBN 978-966-8804-23-6.
- Дахно І. І. Економічна географія зарубіжних країн : навчальний посібник. — К. : Центр учбової літератури, 2014. — 319 с. — ISBN 978-611-01-0682-5.
- Джаман В. О. Регіональні системи розселення: демографічні аспекти. — Чернівці : Рута, 2003. — 392 с. — ISBN 9665685988.
- Дорошенко Л. С. Демографія: Навчальний посібник. — К. : МАУП, 2005. — 112 с. — ISBN 966-608-442-2.
- Дубович І. А. Країнознавчий словник-довідник. — 5-те вид., перероб. і доп. — К. : Знання, 2008. — 839 с. — ISBN 978-966-346-330-8.
- Економічна і соціальна географія країн світу. Навчальний посібник / За ред. Кузика С. П. — Л. : Світ, 2002. — 672 с. — ISBN 966-603-178-7.
- Загальна медична географія світу / В. О. Шевченко [та ін.] — К. : [б.в.], 1998. — 178 с.
- Крисаченко В. С. Динаміка населення: Популяційні, етнічні та глобальні виміри. — К. : Видавництво Національного інституту стратегічних досліджень, 2005. — 368 с. — ISBN 966-554-083-1.
- Любіцева О. О., Мезенцев К. В., Павлов С. В. Географія релігій. — К. : АртЕК, 1999. — 504 с. — ISBN 966-505-006-0.
- Масляк П. О. Країнознавство. — К. : Знання, 2007. — 292 с. — (Вища освіта XXI століття)
- Масляк П. О., Дахно І. І. Економічна і соціальна географія світу / П. О. Масляк, І. І. Дахно ; за ред. П. О. Масляка. — К. : Вежа, 2003. — 280 с. — ISBN 966-7091-53-8.

### Російською
- (рос.) США // Демографический энциклопедический словарь / главн. ред. Валентей Д. И. — М. : Советская энциклопедия, 1985. — 608 с.
- (рос.) США // Страны и народы. Америка. Общий обзор. Северная Америка / Редкол. : Ю. П. Аверкиева и др. — М. : «Мысль», 1980. — 301 с. — (Страны и народы) — 180 тис. прим.
- (рос.) Атлас народов мира / Отв. ред. С. И. Брук и В. С. Апенченко. — М. : ГУГК ГГК СССР и Институт этнографии им. Н. Н. Миклухо-Маклая АН СССР, 1964. — 185 с. — 20 тис. прим.
- (рос.) Численность и расселение народов мира. Этнографические очерки / под ред. С. И. Брука. — М. : Издательство АН СССР, 1962. — 487 с.
- (рос.) Лаппо Г. М. География городов: Учебное пособие для географических факультетов вузов. — М. : Туманит, изд. центр ВЛАДОС, 1997. — 476 с. — ISBN 5-691-00047-0.
- (рос.) Ягельский А. География населения. — М. : Прогресс, 1980. — 383 с.